# Six études de concert
Six études de concert opus 11 is een verzameling composities van Agathe Backer-Grøndahl. De voorafgaande gedrukte opera betroffen uitsluitend liederen. Opus 11 bevat een zestal etudes voor piano solo. Agathe Backer-Grøndahl was destijds een van de bekendste, zo niet de bekendste Noorse concertpianisten met optredens verspreid over geheel Europa. De bundels verschenen vanuit Warmuths Musikforlag uit Christiania in Stockholm, Leipzig, Kopenhagen, Hamburg, Zürich, Londen, Parijs, Madrid, Moskou en New York. 
De zes etudes verschenen in december 1881 in drukvorm en kwamen uit verdeeld over twee boekwerkjes. De eerste drie etudes waren opgedragen aan Theodor Kullak, ooit docent van de componist; het tweede setje aan Edmund Neupert, een collegapianist. De componiste speelde twee etudes (Konsertetyder) tijdens haar concert op 4 maart 1882 in Oslo.
De zes etudes zijn getiteld:
- nr. 1 in bes mineur, allegro con fuoco
- nr. 2 in Des majeur, andantino grazioso
- nr. 3 in g mineur, allegretto scherzando
- nr. 4 in Bes majeur, allegretto
- nr. 5 in Es majeur, molto allegro e con brio
- nr. 6 in A majeur, allegretto grazioso

De zes etudes zijn in 1999 opgenomen door Geir Henning Braaten voor Bis Records.